# هکلینگن
شهر هکلینگندر ایالت زاکسن-آنهالت در کشور آلمان واقع شده‌است.